# Бродвју (Монтана)
Бродвју (енгл. Broadview) град је у америчкој савезној држави Монтана.

## Демографија
По попису из 2010. године број становника је 192, што је 42 (28,0%) становника више него 2000. године.
| Група             | 2000.       | 2010.       |
| Белци             | 145 (96,7%) | 176 (91,7%) |
| Афроамериканци    | 0 (0,0%)    | 0 (0,0%)    |
| Азијати           | 0 (0,0%)    | 0 (0,0%)    |
| Хиспаноамериканци | 4 (2,7%)    | 13 (6,8%)   |
| Укупно            | 150         | 192         |